# Ampelocissus celebica
Ampelocissus celebica là một loài thực vật hai lá mầm trong họ Nho. Loài này được Suess. miêu tả khoa học đầu tiên năm 1940.